# Katangskij rajon
Il Katangskij rajon (in russo Катангский район?) è un rajon dell'Oblast' di Irkutsk, nella Siberia sud orientale; il capoluogo è Erbogačën.

## Geografia fisica
Il territorio è principalmente pianeggiante e si trova nell'Altopiano della Siberia Centrale, nel bacino della Tunguska Inferiore. Il clima è continentale con inverni lunghi e rigidissimi (fino a -60 °C) che durano da novembre ad aprile.
Sono presenti praticamente tutti gli animali da pelliccia: zibellini, scoiattoli, topi muschiati, lepri, volpi, lupi; ricca è anche la presenza avicola ed ittica.

## Risorse
Degni di menzione sono i giacimenti di gas, petrolio, carbone, potassa, nonché quelli di minerali preziosi come ametista (nel nord del rajon), agata, calcedonio, diaspro.
La gran parte di queste risorse, presenti in quantità significative, sono minimamente sfruttate.

## Economia
L'industria è poco sviluppata a parte quella petrolifera; l'industria forestale opera solo a livello locale, in quanto la distanza dalla rete ferroviaria ne limita il trasporto.
Poco rilevante il settore primario: l'agricoltura è fortemente sfavorita dal clima, sebbene ci siano allevamenti di bestiame, destinati all'alimentazione ed alla produzione casearia.

## Infrastrutture e trasporti
La rete viaria non è sviluppata: i trasporti si svolgono per via aerea o fluviale (in estate tramite imbarcazioni, in inverno sfruttando il fiume ghiacciato come una strada).

## Società

### Evoluzione demografica
L'area ha una densità abitativa bassissima e la situazione demografica è caratterizzata da un continuo decremento di abitanti, dovuto alle pessime condizioni di vita (carenza di alloggi e/o difficile accesso ad acqua e riscaldamento) ed alla mancanza di posti di lavoro.